# ФК Шопрон ВАК 1900.
ФК Ангер ШВАК 1900. Шопрон (мађ. Anger réti SFAC 1900 SE), је фудбалски тим са седиштем у Шопрону. Тим се појавио у НБ I два пута у сезонама 1993/94. и 1994/95.

## Историја
Најстарије удружење у Шопрону названо СФАК, које је основано 1900. године под именом Шопрон ФК. Године 1908. добио је назив Фудбалски и атлетски клуб Шопрон. До 1920. године рад клуба је био обустављен због рата и каснијих политичких догађаја. Године 1920, међутим, већ је почео у фудбалском првенству Сомбатхељ пододсека Трансдунавског округа. Две године касније већ се борио за шампионат Западне дивизије I. Године 1923. спојио се са Шопрон ШТК. Након тога се такмичио у западној I. и II. у класи. Године 1939. освојио је НБ II и могао је да игра за унапређење у НБ I, али је тим изгубио 2 : 1 у Ђеру. ШФАК је укинут 1950-их, а затим спојен са осталим клубовима Шопрона у Шопрон ШЕ. НБ II је покренут 1991. године под именом ШЛК. у својој западној групи. У пролеће 1993. године, ШЛК се по први пут у историји града пласирао у сам врх. После две сезоне, ШЛК су задесили финансијски проблеми, па се 1996. спојио са Шопрон ФАКом, који је поново оживео у време промене режима. Године 1999. клуб се суочио са тако озбиљним финансијским проблемима да није могао ни да почне јесењу сезону у НБ II, па је деградиран у окружну II класу.

## Промене имена
- 1900–1908: ФК Шопрон − (Soproni FC)
- 1908-1930: ФК Шопрон фудбалски и атлетски клуб −
- 1930–1932: ФК Шопрон фудбалски клуб 1900. − (Soproni Football Club 1900)
- 1932–1949: ФК Шопрон фудбалски и атлетски клуб −
- 1949-1950: ФК Шопрон ШФАК − (Soproni Szakmaközi SFAC)
- 1950-1951: ФК Шопрон Долгозок Шпорт Еђлете − (Soproni Dolgozók Sport Egylete)
- 1951–1957: ФК Шопрон Вереш лобого Шејемипар − (Soproni Vörös Lobogó Selyemipar)
- 1957–1978: ФК Шопрон ФАК −
- 1978-1991: ФК Шопрон ШЕ − (Soproni SE)
- 1991–1992: ФК Шопрон ЛК − (Soproni LC)
- 1992-1996: ФК Шопрон ЕМДС ФК − (EMDSZ-Soproni Labdarúgó Club)
- 1996-1998: ФК Шопрон фудбалски и атлетски клуб −
- 1998–1999: ФК Шопрон Дрехер ФАК −
- 1999–2006: ФК Шопрон ФАК −
- 2006-2017 : ФК Шопрон Ангер рети 1900. шпорт еђешилет − (Anger réti SFAC 1900 Sport Egyesület)
- 2017- : ФАК 1900. ШЕ − (FAC 1900 Sport Egyesület)